# شهرستان تاد (کنتاکی)
شهرستان تاد، کنتاکی (به انگلیسی: Todd County, Kentucky) یک سکونتگاه مسکونی در ایالات متحده آمریکا است که در کنتاکی واقع شده‌است.